# Must Love Dogs
Must Love Dogs (titulada en español Y que le gusten los perros en España y Se busca pareja en Hispanoamérica) es una comedia-romántica protagonizada por John Cusack y Diane Lane. Se estrenó el 29 de julio de 2005 en Estados Unidos y el 22 de septiembre del mismo año en España.

## Argumento
Sarah Nolan (Diane Lane), una profesora de preescolar de treinta y tantos años, lleva divorciada ocho meses, lo cual es demasiado tiempo, según su familia. Así que, con la mejor de las intenciones y pensando solo en su felicidad, deciden intervenir. Dirigen la operación las hermanas de Sarah, Carol (Elizabeth Perkins) y Christine (Ali Hillis), dispuestas a hacer una lista de posibles pretendientes, y su padre viudo Bill (Christopher Plummer), que da un buen ejemplo con su reciente y exitosa incursión en el mundo de las citas por Internet: Bill ha estado viendo recientemente a Dolly (Stockard Channing), una mujer de espíritu libre a la que conoció en línea. 
Impacientes por lanzar el debut de su hermana en el mundo de las cibercitas, Carol y Christine fingen ser Sarah, y ponen sus datos en perfectmatch.com, con el tentador mensaje "Voluptuosa, sensual, seductora y divertida. DWF busca un hombre especial para compartir noches estrelladas. Deben gustarle los perros”. Y esperan que las respuestas lleguen a raudales. 
Sarah pronto tiene que soportar una serie de desencuentros hilarantemente desastrosos y primeras citas, ya que la página web ofrece toda una serie de impacientes aspirantes. Pero también dos posibles candidatos: el difícil pero enigmático constructor de barcos Jake Anderson (John Cusack), un idealista, y el "demasiado atractivo" para ser verdad Bob (Dermot Mulroney).

## Reparto
- Diane Lane - Sarah Nolan
- John Cusack - Jake Anderson
- Elizabeth Perkins - Carol Nolan
- Christopher Plummer - Bill Nolan
- Ali Hillis - Christine Nolan
- Dermot Mulroney - Bob Connor
- Stockard Channing - Dolly
- Brad William Henke - Leo
- Victor Webster - Eric

## Recepción crítica y comercial
Según la página de Internet Rotten Tomatoes obtuvo un 35% de comentarios positivos, llegando a la siguiente conclusión: «Pese al buen trabajo de sus protagonistas, la comedia-romántica Must Love Dogs es demasiado predecible.»
Según la página de Internet Metacritic obtuvo críticas mixtas, con un 46%, basado en 36 comentarios de los cuales 11 son positivos.
Recaudó 43 millones de dólares en Estados Unidos. Sumando las recaudaciones internacionales la cifra asciende a 58 millones. Su presupuesto fue de 30 millones.

## DVD
Y que le gusten los perros salió a la venta el 8 de febrero de 2006, en formato DVD. El disco contiene escenas adicionales con comentario opcional, tomas falsas y tráiler cinematográfico.